# Luis Enjuanes
Luis Enjuanes Sánchez, (Valencia, 9 de marzo de 1945) es un químico y virólogo español, profesor de Investigación del Consejo Superior de Investigaciones Científicas (CSIC), conocido por dirigir el laboratorio de coronavirus del Centro Nacional de Biotecnología.

## Biografía
Cursó el bachillerato en el Instituto Luís Vives de Valencia. Se licenció en Ciencias Químicas en la Facultad de Ciencias de la Universidad de Valencia.
A los veintiséis años se desplazó a Madrid, donde empezó a trabajar por primera vez con virus en el Centro Nacional de Oncología, para trabajar como becario en el Instituto Gregorio Marañón.
En 1976, al finalizar su tesis doctoral  en la Universidad Complutense de Madrid (tesis:Estudios sobre el virus de la peste porcina africana crecido en monocitos) se trasladó al centro de investigación de los National Institutes of Health (NIH) de Bethesda (EE. UU.), donde trabajó con el virus de la leucemia de Moloney, en el laboratorio de James Ihle, estudiando los mecanismos de inducción de leucemia por retrovirus.
En 1978 entró en el CSIC, donde ocupó el cargo de colaborador científico en el Centro de Biología Molecular Severo Ochoa, lo que le obligó a regresar a España. De vuelta en el CSIC continuó colaborando con Eladio Viñuela en estudios sobre el virus de la peste porcina africana. Posteriormente formó su propio equipo de investigación para trabajar con coronavirus, a los que ha dedicado el resto de su vida científica.

## Actividad científica
El currículum vitae de Luís Enjuanes cuenta con más de doscientas publicaciones en revistas y 56 libros. Ha publicado 21 artículos de divulgación. Es, además, poseedor de diez patentes, y ha dirigido 38 tesis doctorales.
Entre sus aportaciones científicas más importantes destacan la creación de animales transgénicos que transmitían con la leche a su progenie resistencia a la infección por coronavirus entéricos, el desarrollo del primer sistema de genética reversa en coronavirus y la identificación de los genes responsables de la virulencia del SARS-CoV y del MERS-CoV, que provocan la muerte del 10-65 % o del 36 % de los pacientes infectados, respectivamente.
Lleva desde 2002 trabajando en una vacuna contra coronavirus tras el brote de SARS-CoV1 en China y en marzo de 2021 preveía que estaría lista en un año. En marzo de 2022 afirmó que podría estar lista para 2023. A fecha de julio de 2023 aún se encuentra en fase de estudios preclínicos, pero Enjuanes sigue trabajando en ella y ha declarado que estará lista a finales de 2024 «en el mejor de los casos».
Algunas de sus declaraciones han generado repercusión mediática, como cuando declaró que «la Seguridad Social no debería tratar a los no vacunados de Covid» o que «lo de Madrid [la gestión de la pandemia en dicha comunidad] es casi de retraso mental».

## Premios
- 2005: Evaluación Quincenal del grupo dirigido por L. Enjuanes, por el Comité Internacional EMBO. Clasificado como “Grupo Excelente”.[5]
- 2006: Medalla del Principado de Asturias Segundo Premio con Distinción Especial en “La Primera Competición de Patentes Madrid”, a la patente “Vectores virales derivados de clones cDNA infectivos de coronavirus y sus aplicaciones”. Comunidad de Madrid, Madrid.[5]
- 2007: Distinción la Sociedad Española de Virología por su contribución al desarrollo de la Virología en España.[5]